# Ethan Alcaraz
Ethan Alcaraz (1992) es un actor, profesor y modelo español.

## Vida y carrera
Ethan hizo una de sus primeras apariciones públicas en los medios de comunicación en 2018, cuando apareció como uno de los múltiples entrevistados en un episodio de Eso no se pregunta, emitido por TeleMadrid y centrado específicamente en personas trans.
En 2021 se convirtió en el primer hombre trans en ser candidato al certamen de belleza masculino Mister Reinado Nacional de Belleza. Ethan contó además con el apoyo público de Ángela Ponce, quien previamente había sido la primera mujer trans en ganar Miss Universo, y quien formó parte de la dirección de la edición del concurso en el que Ethan compitió. Ethan afirmó sentirse sorprendido al ser aceptado en el certamen, pues pensaba que la sociedad no aceptaría aún que un hombre trans compitiera en concursos de belleza masculinos. En noviembre de ese mismo año participó en una mesa redonda acerca de la Ley Trans dentro de la segunda jornada del ciclo Transformadoras, que estuvo moderada por la periodista Valeria Vegas y en la que también participaron las políticas Elizabeth Duval y Carla Antonelli.
Apareció también en el largometraje documental de 2023 Transuniversal, que narra la lucha, historia y presente del colectivo trans en España, y en el que participaron también personalidades como Juani Ruiz, Mar Cambrollé, Daniela Santiago o Samantha Hudson.

## Filmografía
- Eso no se pregunta (2018, 1 episodio)
- Transuniversal (2023)
- Como Dios manda (2023)

## Vida personal
Ethan comenzó su transición de género seis años antes de su primera participación en un concurso. En su día a día trabaja como profesor de inglés en un colegio en Madrid.